# Реза Давари Ардакани
Реза Давари Ардакани (перс. رضا داوری اردکانی) (родился 6 июня 1933 г.) — иранский философ и мыслитель, профессор кафедры философии Тегеранского университета. Давари Ардакани является постоянным членом Академии наук с момента ее основания в 1989 году, а уже в 1998 году он стал её руководителем. Им опубликовано более шестидесяти книг, посвященным различным интеллектуальным сферам, и является одной из ведущих фигур в области теоретизирования культуры и философской мысли в Иране. Помимо этого, он также является бывшим членом Высшего совета Культурной революции и действующим членом Высшего научного совета Большого исламского энциклопедического центра. Ардакани — входит в список «Вечных имен» Исламской Республики Иран.
Давари был одним из самых противоречивых мыслителей в годы после Исламской революции в Иране, и его иногда называют «философом Исламской Республики». Он был участником знаменитого конфликта мнений Хайдеггера и Поппера, разгоревшегося в Иране в 1970-е годы. Такие сторонники Поппера, как, например, Абдолькарим Соруш, обвинили его в том, что он враг свободы и действует в поддержку насилия, однако он отверг эти обвинения, заявив, что невозможно верить и в либеральную демократию, и в религиозное правление одновременно.

## Биография
Реза Давари Ардаканизаде родился в июне 1933 года в Ардакане, Йезд. Учился в средней школе в Ардакане, в 1951 году окончил Исфаханский Подготовительный Университет и поступил на работу в Министерство культуры. Давари Ардакани с 1953 по 1955 год проходил переподготовку в мадресе Садр Исфахана, входившей в состав семинарии Исфахана, где изучил основы арабской грамматики, фикха и основ исламского вероучения. В 1955 году он поступил в Тегеранский университет на факультет философии, а в 1967 году ему удалось получить докторскую степень. Его докторская диссертация называлась «Практическая мудрость Платона и Аристотеля и ее влияние на политическую философию Фараби» и была написана под научным руководством Яхьи Махдави.
Среди его преподавателей были следующие известные личности: Бади-ол-Заман Форузанфар, Мохаммад Фазель Тони, Сейед Казем Ассар, Голам Хоссейн Седиги, Яхья Махдави, Али Акбар Сияси, Мохаммад Бакер Хошяр, Седик Алам, Музаффар Бакаи, Джалали, Мохсен Хаштруди и Ахмад Фардид.
Давари Ардакани стал преподавателем Тегеранского университета в 1983 году. Он также учился в Сорбонне в Париже в 1971 и 1972 годах, в Кембриджском университете в Англии в 1977 и 1978 годах и в Университете Джонса Хопкинса в США в 1990 и 1991 годах.

## Взгляды

### Философия
Давари приверженец философии и ее традиционного толкования. Его работы ориентированы прежде всего на точное определение каждой дефиниции. Он очень строго использует термин "философ" и проводит различие между гением, ученым, комментатором, исследователем и философом. Философ, по его мнению стоит на самой верхней ступени. Поэтому, по его мнению, настоящих философов мало. По его словам, философия — это вопрос о том, что такое "объект", и рассмотрение данного вопроса в разных культурах и эпохах. Он считает, что, конечно, в современном мире философия выпала из сократовской страсти и стала скорее методом. С точки зрения Ардакани, самая главная проблема человека — это недостаток мышления, и его задача — проследить этот недостаток в философии и культуре. Он считает, что «философия в том виде, в каком она зародилась в Греции и просуществовала две тысячи пятьсот лет (до настоящего времени), не имеет будущего и стоящие сегодня перед философией проблемы мира ею не будут решены».

### Спор Хайдеггера-Поппера
Реза Давари Ардакани был участником полемики Хайдеггера и Поппера в Иране в 1970-х годах. Известно, что он был сторонником немецкого философа Мартина Хайдеггера и критика Хайдеггера инструментальной рациональности, современной науки и технологий также отражена в его работах. Хайдеггер — великий мыслитель и всякий философ обращает внимание на его мысль. Хайдеггер, по мнению Давари, великий мыслитель, и каждый, кто является философом, обращает внимание на его мысли. Он, однако, отстоит от Хайдеггера по вопросу зависимости философских концепций от самого исследователя. Также Дакани Ардакани подчёркивает, что философ не должен отвечать на вопросы о будущем. «Если я говорю о Хайдеггере, то это потому, что он более или менее рассказал нам о мире, в котором мы живем, и об эволюции, которая произошла в человеческом существовании в новую эпоху, но когда мы читаем его работы, мы не можем и не должны спрашивать его, что готовит нам будущее».
По словам Ардакани, Карл Поппер не заслуживает той известности, которую он приобрел в Иране. Он приписывает известность Поппера в Иране и в мире политическим и идеологическим интересам. Ардакани считает, что Поппер внутренне противоречив в отношении определения "наука". Тот факт, что Поппер считает незападный мир «зараженным» теорией заговора, является, по его мнению, «попыткой смыть грязь с рук хозяина [империализма]». Давари Ардакани не считает это специфичным для не западного мира. Разоблачение Поппера также не признает влияния культурных контекстов на науку и познание. Признавая, что Поппер выдвинул ограниченный набор новых идей, которые Ардакани не считает новыми их в философии и не причисляет Поппера к числу великих философов двадцатого века.
По его мнению, взгляды любого философа, в том числе и Поппера, не должны считаться абсолютными и должны быть в любом случае только руководством к раздумьям и действию. Он утверждает, что у Поппера был полемический, политический и публицистический подход к философии и философам, и что, он не учитывал их интеллектуальные принципы и искажал их намерения. Он упрекает Поппера за клевету и нападки на характер великих философов, а сам говорит, что при рассмотрении мнений философов можно не учитывать их характер. 
«Поппер приехал в Иран под лозунгом защиты свободы, но в действительности он пытался разжечь огонь войны между противниками свободы и их оппозиции, а свободой он занимался меньше. Я не говорил, что свобода плоха (да и как я мог и могу такое говорить), а говорил, почему тем, кто так гордится свободой, нужно постоянно отказывать и не давать возможности выступить с речами против своих противников». 

### Политика
Несмотря на участие в обсуждении политической мысли, он категорически избегает практической политики и политических советов и поэтому не является влиятельной политической фигурой. Причина его пессимизма в отношении политики заключается в том, что Давари Аркадани против гегемонизма. По его словам, из трудов Фараби, которыми он интересуется, невозможно извлечь интересующую его общественно-политическую программу.

### Запад
В области политической мысли на него оказали влияние исламские философы, особенно Фараби, и его утопия, согласно которому философ правит Мединой, являющейся, по сути, пророком. Еще одним влиятельным источником его политической мысли является его критика западной философии. Его главная часть критики западной философии состоит в том, чтобы показать ее связь с современной политикой. По его словам, это внутренняя философия Запада, и поэтому невозможно познать ее проявления, пока мы не познаем философию Запада. Западный порядок изначально не возник политически или экономически. Впервые он был основан в философии и искусстве. Он считает, что упадок западной цивилизации обусловлен упадком ее философских основ, который начался лишь недавно.
Он считает, что с появлением Сократа и философии в Греции родился новый человек и что девиз Сократа «Познай самого себя» стал кредо человека в Европе эпохи Возрождения и основой западного империализма. По его мнению, понятия эгоцентричного разума и утопии являются основой западной политической философии и цивилизации. В Утопии Запад ищет мир, в котором он сможет преодолеть все препятствия и проблемы и достичь земного рая, полагаясь на самостоятельный разум и науку, которые, по его мнению, постоянно развиваются. В свою очередь это подменяет истину "становлением к истине". Порядок, господство, сила и равновесия — неотъемлемые компоненты утопии, и их знание необходимо для понимания современной цивилизации и политики. Этот дух господства проявляется в новой политике, в феномене современного государства и колониализма, и в новой науке, изменяя платоновскую функцию математики и трансформируя ее через завоевание объектов и природы. Он рассматривает теорию Сэмюэля Хантингтона о столкновении цивилизаций как противостояние Востока и Запада, являющееся продуктом господствующего западного духа.

### Недостаток развития
В последние годы Давари Ардакани судит о проблеме развития и неразвитости, потому что считает, что судьба современного человека зависит от развития. Он говорит, что развивающийся мир должен модернизироваться путем желания, планирования и использования информации, причем принудительно, без оглядки на уместность компонентов современности, и, конечно, эта трудная задача не исходит от обычных умов. Точно так же Западу не удалось бы спланировать развитие, если бы оно захотело, потому что развитие на Западе возникло как органический и закономерный процесс. Он говорит, что антиколониальные движения и движения за независимость потерпели неудачу после Второй мировой войны, потому что они игнорировали проблему отсталости и стремились к западной науке, свободе, технологиям и правам человека, несмотря на антиколониальный подход, подобный Западу. Не зная, что обновление было необходимостью для Запада и его реализация в других частях мира требовала предварительных подготовки и условий, но слаборазвитый мир, поскольку это казалось легким, не желал думать об условиях ее реализации. По мнению Ардакани, вопрос о состоянии возможностей различных политических систем одним из важнейших вопросов и считает, что в слаборазвитых странах такой вопрос игнорируется и эти страны в основном пленены идеологией:
«В этом заключает путаница и ошибка слаборазвитого мира, которая смешивает истину с практикой, науку и искусство с политикой. Когда действие и политика характеризуются как правильные и истинные, их результаты и последствия игнорируются и не могут быть изменены. Идеология смешивает истину с действием политики и целесообразностью жизни. В этом мире, когда политиков спрашивают об их предназначении, им обычно говорят об их догматических взглядах и о том, что они делают, а не о том, куда они хотят идти. Это как бы их слова, дела и действия есть конец, и люди должны довольствоваться этим и быть счастливыми и довольными, чтобы знать и объявлять, с кем они враги, кого они любят, какие слова и вещи считают приемлемыми».
«Я ничего не знаю о политике, кроме того, что есть два типа правительства», — сказал он в интервью ежемесячному изданию «Управлением коммуникациями». «Правительство, которое находит проблемы и более или менее их решает, и правительство, которое только стремится сохранить себя, и, конечно, это правительство не добьется успеха».

## Критика и мнения
Некоторые люди критиковали его, особенно в годы после революции 1979 года. Абдолькарим Соруш опубликовал 14 декабря 2012 года статью под названием «Давайте доведем судей до суда», в которой осудил Давари. Несколько дней спустя Биджан Абдул Карими опубликовал статью под названием «Цивилизованное лидерство, а не политическое лидерство» в ответ на эту статью. В интервью «Мехрнаме» Хосров Накед раскритиковал комментарии Давари о Карле Поппере.
Биджан Абдолькарими на церемонии защиты научной позиции Ардакани сказал: «Обида и безжалостность каждого и условное понимание любой мысли, которая их критикует, являются одной из неотъемлемых черт человеческой истории и истории философии и мысли. Значительная часть безразличия, а также безразличия и даже обиды на суждения является результатом противостояния мышления с условным пониманием». «Я считаю, что у нас нет проблемы, у нас кризис, и мало кто воспринимает это всерьез», — сказал он. В то время как нам нужна проблема, чтобы понять мир. «Среди современных мыслителей единственный, кто обращает внимание на то, что познание мира — дело нетривиальное и нужно думать, — это доктор Давари и его труды».